# El-Cajón-Talsperre (Honduras)
Die El-Cajon-Talsperre ist die größte Talsperre in Honduras. Sie ist auch unter dem Namen "Represa Hidroeléctrica Francisco Morazán" bekannt. 
Die Talsperre hat eine 234 m hohe Bogenstaumauer als Absperrbauwerk. Sie staut den Rio Comayagua im Nordwesten von Honduras. Der Stausee hat einen Speicherraum von 7085 Millionen Kubikmetern (andere Angaben: 4200, 5650 oder 6500 Mio m³) und eine Wasseroberfläche von 109,7 km². Das ist etwas mehr als der Lago de Yojoa hat (90 km²), der südwestlich des Stausees liegt und der größte natürliche See von Honduras ist.
Die Hauptzuflüsse in den Stausee sind der Rio Sulaco und der Rio Humuya. Der Abfluss ist der Rio Comayagua, der über den Río Ulúa in das Karibische Meer fließt.
Die Talsperre wurde 1984 vollendet. Sie dient der Wasserkraftgewinnung, Bewässerung, dem Hochwasserschutz und der Erholung. Das Wasserkraftwerk erzeugt 300 Megawatt und damit 60 % des Elektrizitätsbedarfs von Honduras. Betreiber ist die Gesellschaft Empresa Nacional de Energía Eléctrica (ENEE).
Während des Hurrikans Mitch im Jahr 1998 hatte der Stausee einen extrem großen Zufluss von schätzungsweise 9800 m³/s, der als 70 % des maximal möglichen Zuflusses (PMF) von 14.000 m³/s angesehen wird (PMF=probable maximum flood). Das Hochwasser wurde im Stauraum aufgenommen und es gab nur einen Abfluss von 1.200 m³/s. Die Hochwasserentlastung ist für einen Spitzenabfluss von 5.900 m³/s bemessen. Diese Kapazität wird durch eine Kombination von Überläufen mit und ohne Verschlüsse erreicht. Auch ein Jahr später gab es ein Hochwasser, bei dem sich die Talsperre bewährte. Diesmal flossen 1.000 m³/s ab.
In den 1980er Jahren wurde ein Teil des Einzugsgebietes zum Panacoma-Nationalpark erklärt.
Siehe auch:
- Liste der größten Talsperren der Erde
- Liste der größten Stauseen der Erde
- Liste der größten Wasserkraftwerke der Erde
- Liste von Talsperren der Welt